# Karel Růžička
Karel Růžička fue un deportista checoslovaco que compitió en bobsleigh.  Ganó una medalla de plata en el Campeonato Mundial de Bobsleigh de 1935, en la prueba doble.

## Palmarés internacional
| Campeonato Mundial | Campeonato Mundial | Campeonato Mundial | Campeonato Mundial |
| Año                | Lugar              | Medalla            | Prueba             |
| ------------------ | ------------------ | ------------------ | ------------------ |
| 1935               | Igls (Austria)     | Medalla de plata   | Doble              |